# Pilea dombeyana
Pilea dombeyana är en nässelväxtart som beskrevs av Hugh Algernon Weddell. Pilea dombeyana ingår i släktet pileor, och familjen nässelväxter. Inga underarter finns listade i Catalogue of Life.